# Aksi (ostrov)
Aksi (také nazývaná Äksi nebo Väike-Prangli - Malá Prangli) (švédsky: Lilla Wrangelsö) je malý ostrov ve Finské zálivu Baltského moře náležející Estonsku. Spolu s blízkými ostrovy Prangli, Keri a Naissaar náleží do oblasti Viiimsi v kraji Harjumaa.

## Geografie
Rozloha ostrova je 0,59 km2. Je dlouhý 2,3 km ve směru severozápad–jihovýchod a široký 500 m. Povrch ostrova je plochý v jižní části písčitý a v severní kamenitý. Nejvyšší bod je ve výšce 4 m n. m. Z rostlin je zastoupena bříza a jalovec.

## Podnebí
Podnebí je mírné s průměrnou roční teplotou 5 °C. Nejteplejším měsícem bývá srpen, kdy je průměrná teplota 17 °C. Nejstudenějším měsícem je prosinec s průměrnou teplotou −2 °C.

## Osídlení
Ostrov byl osídlen už 13. století hlavně Švédy. Trvale obydlen byl v letech 1790 až 1953. Obyvatelstvo se zabývalo hlavně rybolovem. Po ukončení druhé světové války Rudá armáda donutila obyvatele ostrova Aksi se vystěhovat. Mnozí obyvatelé uprchli už v roce 1944 hlavně do Švédska. Poslední rodina Aksberg se vystěhovala do Švédska v roce 1953. Byli slavnými staviteli lodí.

## Další
- Ostrov je součástí přírodní rezervace Prangli v soustavě chráněných území Natura 2000.[2]
- Na ostrově se nachází maják, který byl postaven v roce 1986.

## Galerie

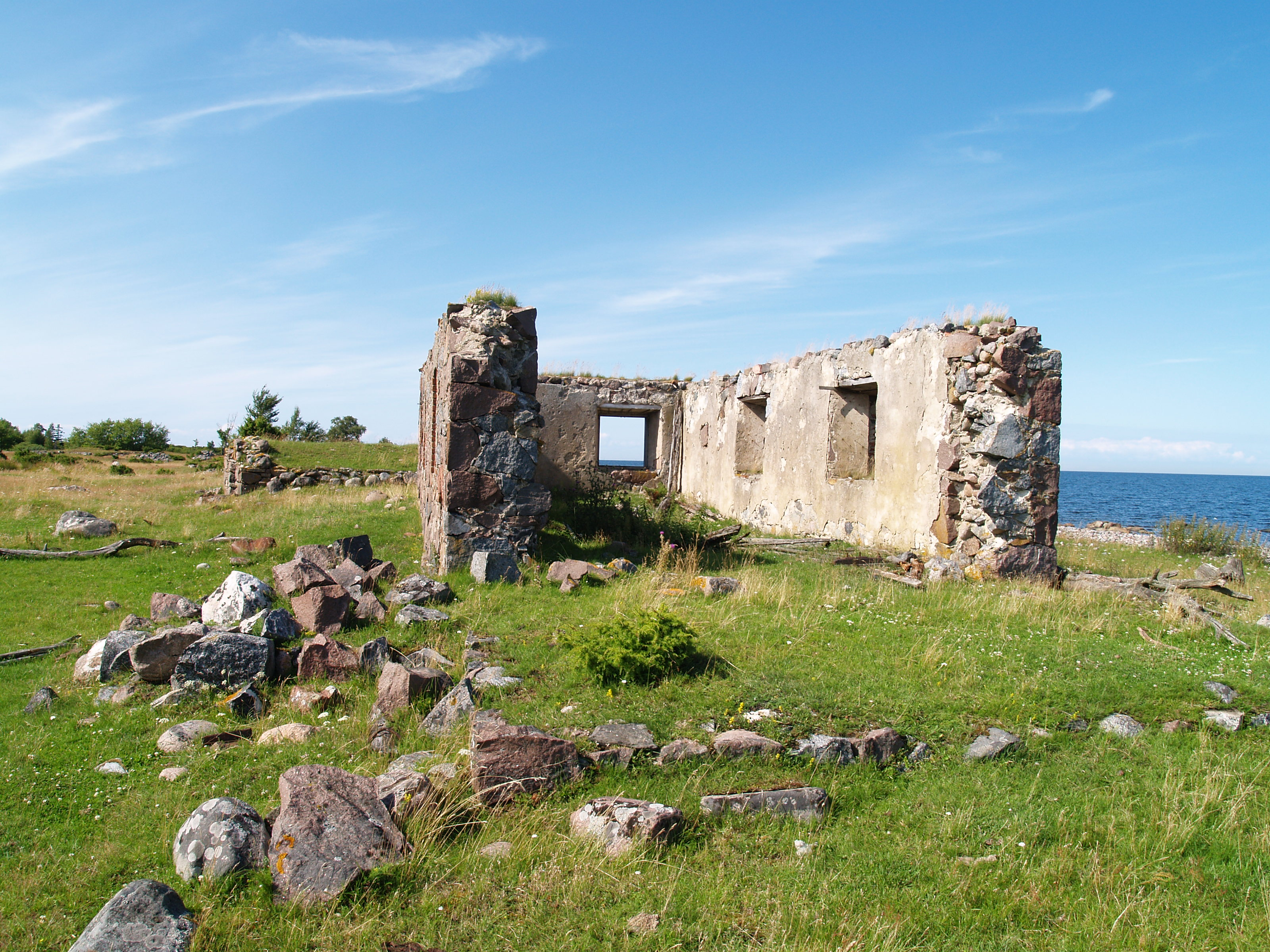
Ostrov byl osídlen až do roku 1953
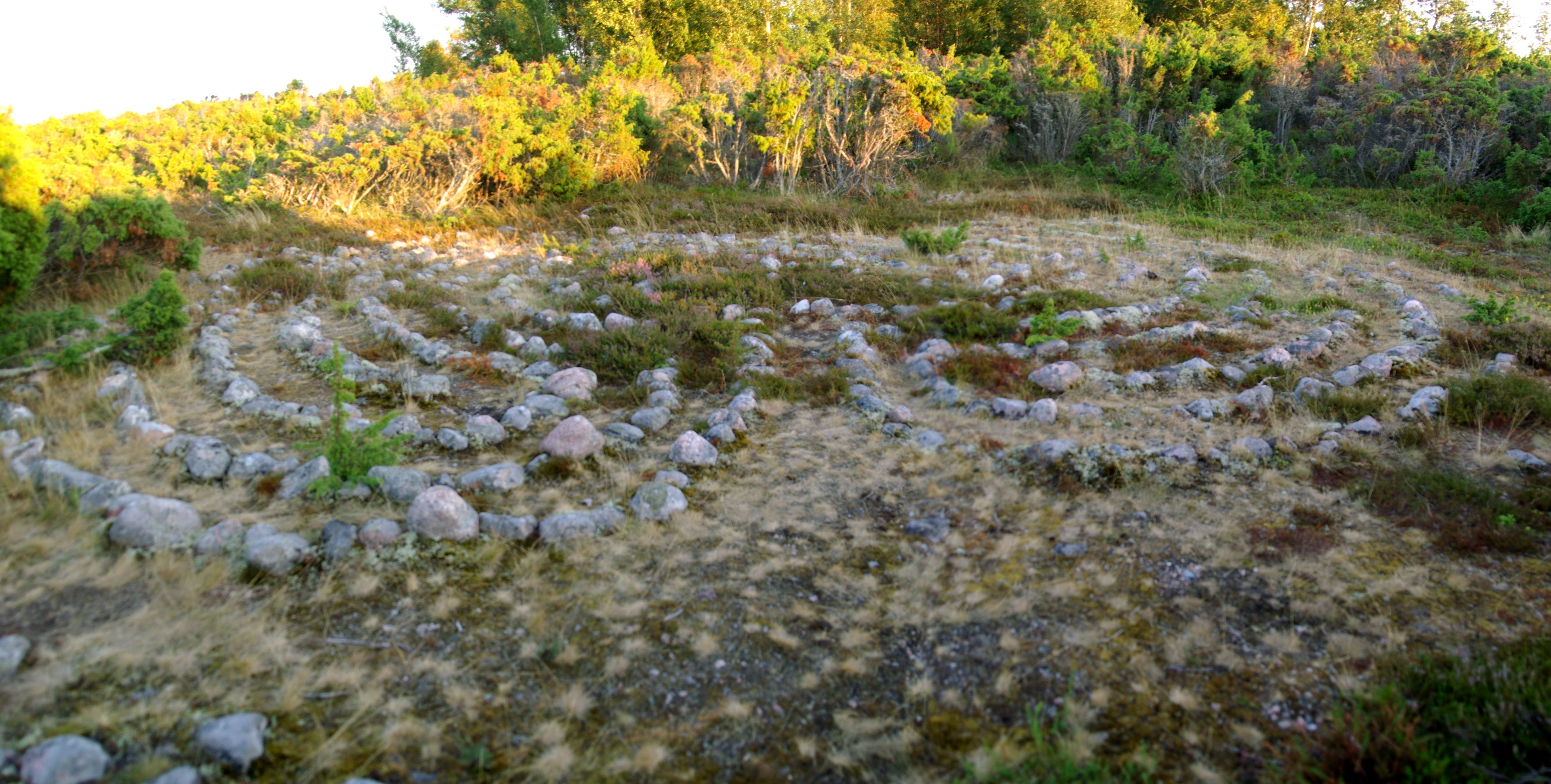
Labyrint
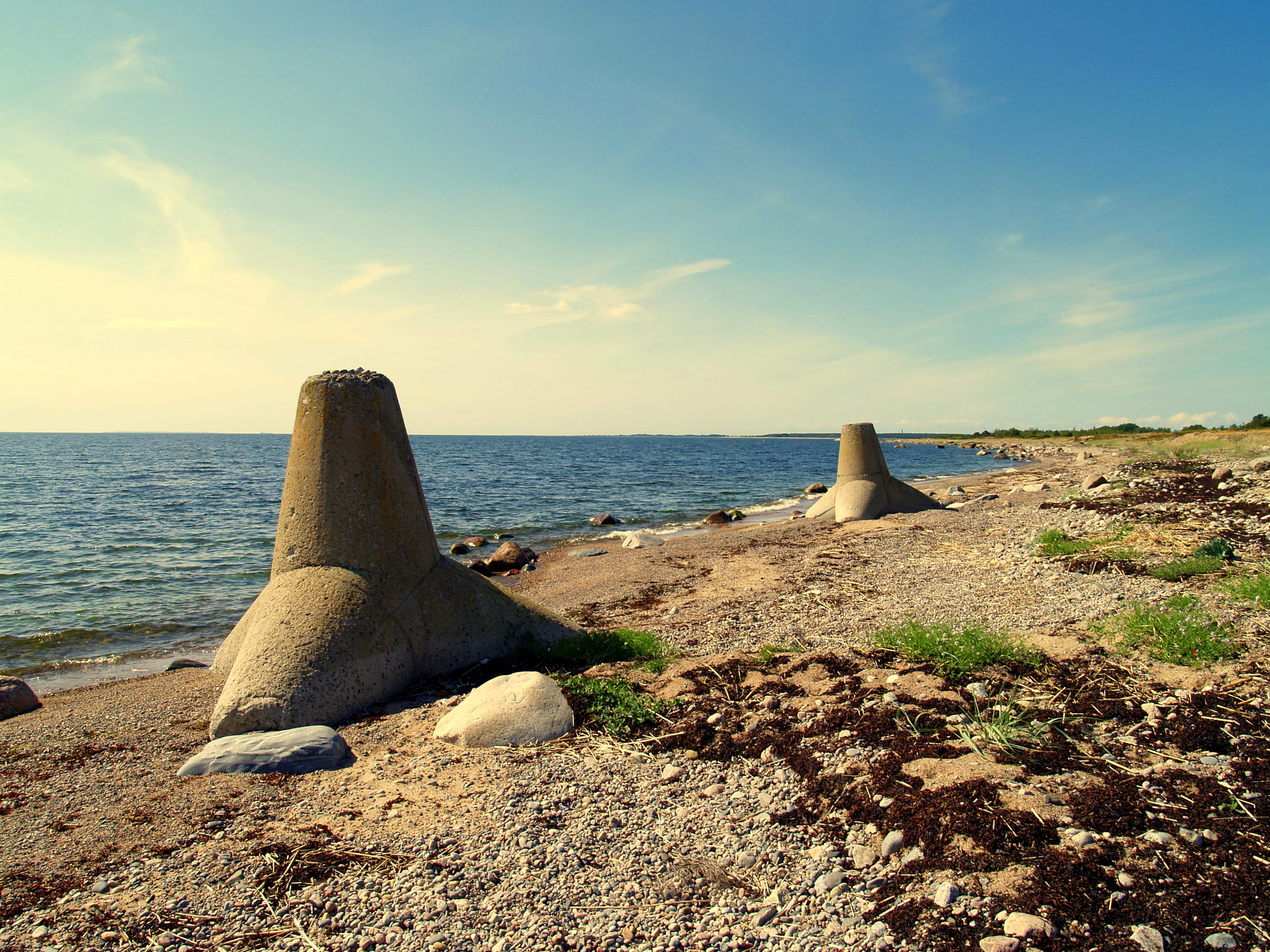
Pobřeží
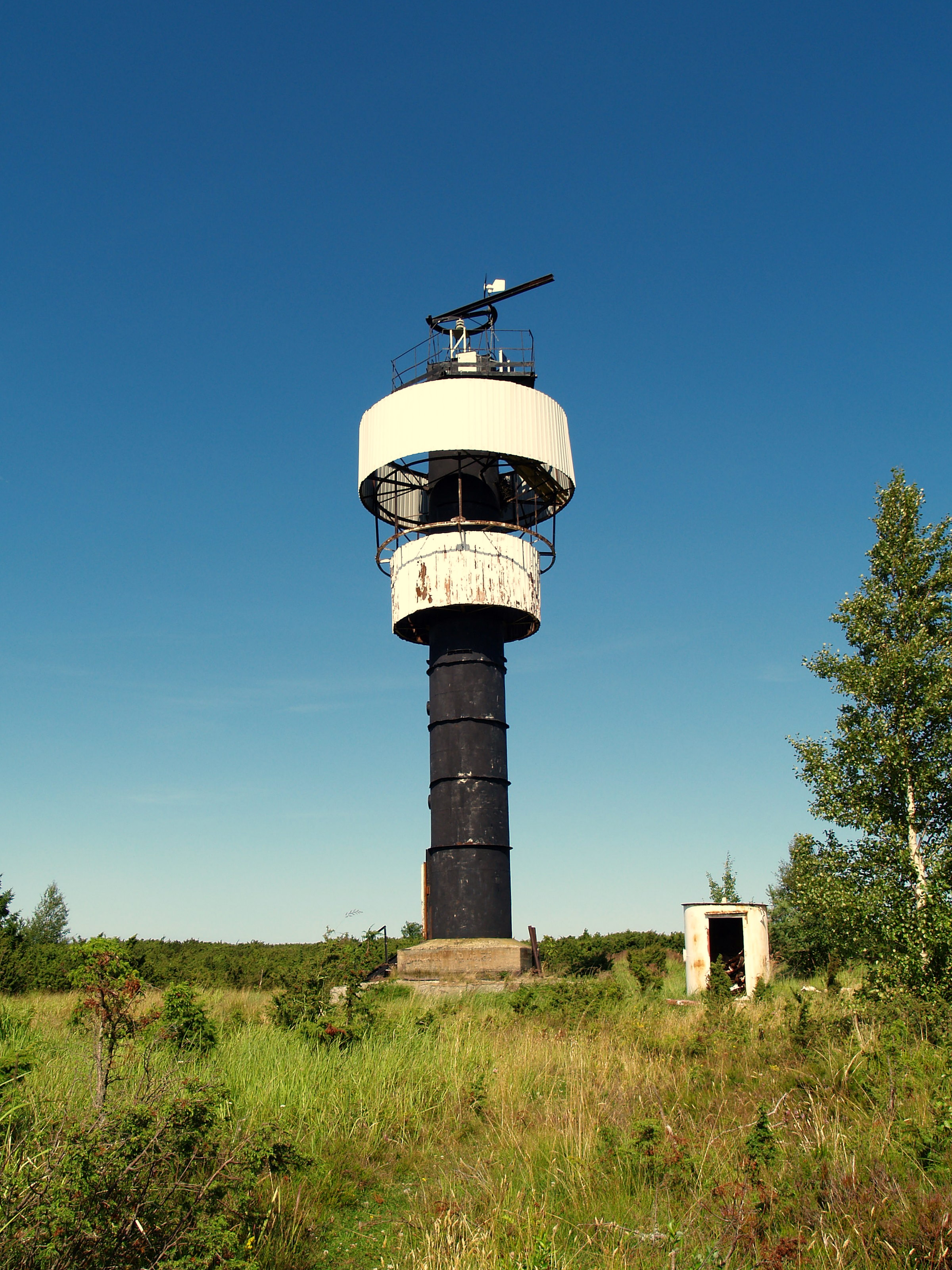
Maják Aksi
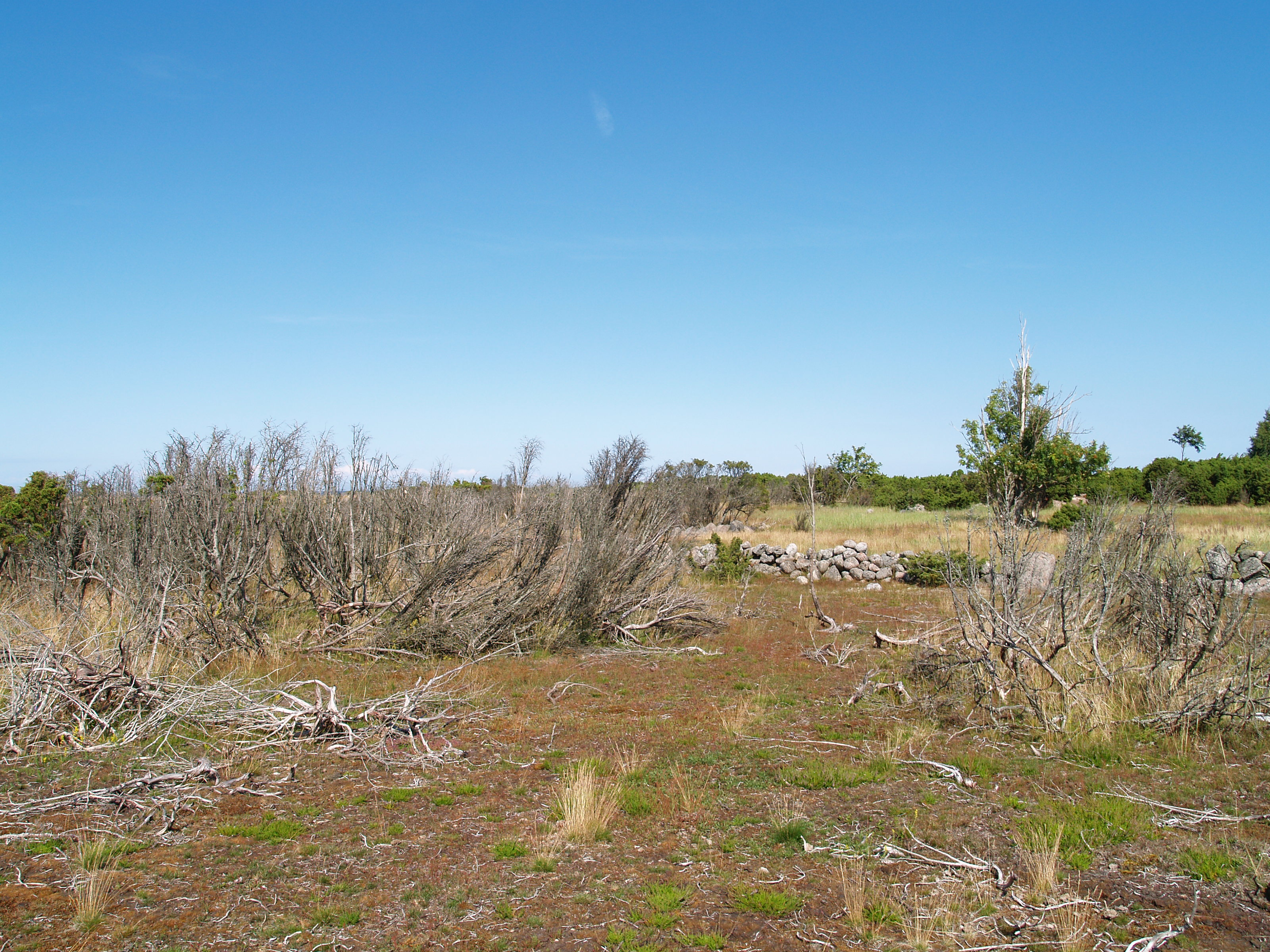